# Bryum tuberosum
Bryum tuberosum là một loài rêu trong họ Bryaceae. Loài này được Mohamed & Damanhuri mô tả khoa học đầu tiên năm 1990.